# Oloplotosus torobo
Oloplotosus torobo är en fiskart som beskrevs av Allen, 1985. Oloplotosus torobo ingår i släktet Oloplotosus och familjen Plotosidae. IUCN kategoriserar arten globalt som sårbar. Inga underarter finns listade i Catalogue of Life.